# محمد بن القاسم القندوسي
أبو عبد الله محمد بن القاسم القُندوسي هو خطاط وعالم صوفي مغاربي. يعد من أشهر الخطاطين بالخط المغربي. ولد في مدينة القنادسة تقريبا سنة 1790، ودرس فيها ثم انتقل إلى مدينة فاس واستقر بها. ابتكر خط عربي جديد يعرف باسم الخط القندوسي وتوفي سنة 1862م.

## سيرته

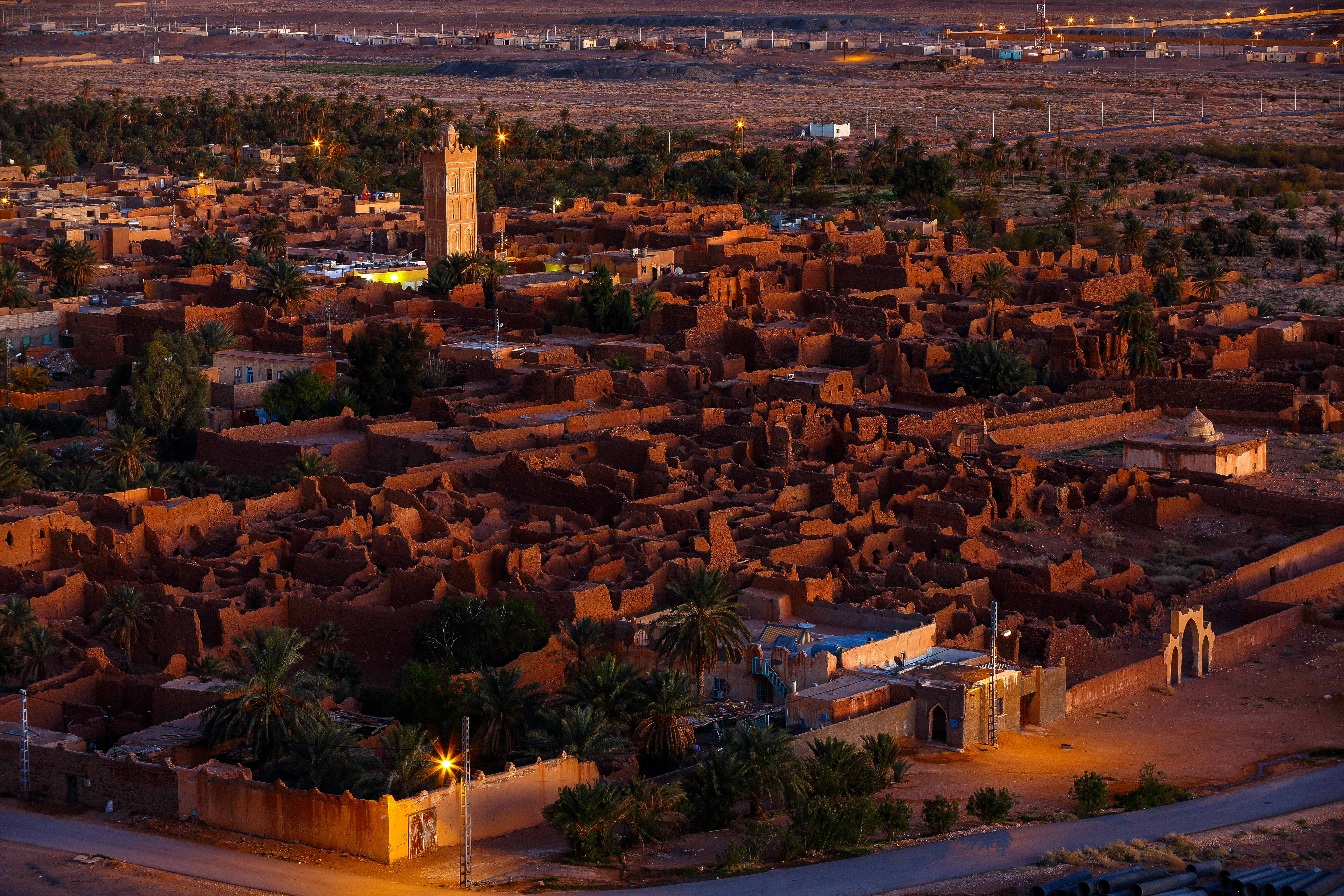
مدينة القنادسة، مسقط رأس القندوسي.

ولد محمد بن القاسم القندوسي بالقنادسة. و تعلم الفنون الشرعية بالزاوية الزيانية الشاذلية بذات المدينة. انتقل بعدها إلى مدينة فاس عام 1828م واستقر وعاش هناك، واتخذ حانوتًا بسوق العشابين وكان يبيع فيه الأعشاب. عاش متواضعًا ووصف بأنه «كان إذا جلس بين الناس يخفي عنهم أمره.» وصفه أصحابه بأنه عليم وقديس وبصير روحيَا.
ألف الكثير من الكتب غالبيتها في التصوف، ونسخ دواوين عدّة. منح إجازة للسلطان العلوي المغربي سليمان بن محمد في قراءة دلائل الخيرات للمتصوف محمد بن سليمان الجزولي. توفي سنة 1861 (1278 هـ، وقيل 1270 هـ) في فاس ودفن خارج باب الفتوح بروضة أولاد السراج.

## خطه
كان جيد الخط، وابتكر أسلوب مبدع وعجيب للخط المغربي يعرف باسم الخط القندوسي، وخط به مصحفًا في 12 مجلدًا أتمه سنة 1850 (1266 هـ) ويخزن بالخزانة الحسنية في الرباط. هو من رسم لفظ الجلالة في الضريح الإدريسي بفاس.

## أعماله
له كتب ومنها:
- التأسيس في مساوي الدنيا ومهاوي إبليس.[1] وأتمه 1838 (1254هـ)[11]
- البوارق الأحمدية في الحركة والسكونية[11]
- الصلاة الوافية من الأحوال الظلمانية[11]
- التلوين والتمكين في مطلع الصلاة على صاحب الوحي المبين وأتمه 1852 (1269هـ)[11]
- طريق المعراج إلى حضرة صاحب التاج (أو شراب أهل الصفا في الصلاة على النبي المصطفى) وأتمه 1838 (1254 هـ)[11]
- تقاييد في الاسم اللطيف[12]
- مختصر في أسماء الله الحسنى[12]

هناك كذلك مجموع الفتح القندوسي فيما أفاض به سيدي محمد القندوسي من إعداد تلميذه محمد بن أحمد الصنهاجي.

## تلاميذه
استفاد جماعة من الناس من تعاليمه حسب بعض الكتب التاريخية، ومن بَيْنهم محمد بن عبد الكبير الكتاني من فاس، وكذلك العالم محمد بن أحمد الصنهاجي الفاسي المتوفي عام 1891، الوزير ومؤلف كتاب «الفتح القندوسي فيما أفاض به سيدي محمد القندوسي».

## تأثيره
ألهم أعماله خطا للطباعة فاز بجائزة تصميم الخط الطباعي لعام 2017، واسم الخط قندوس.

## معرض الصور

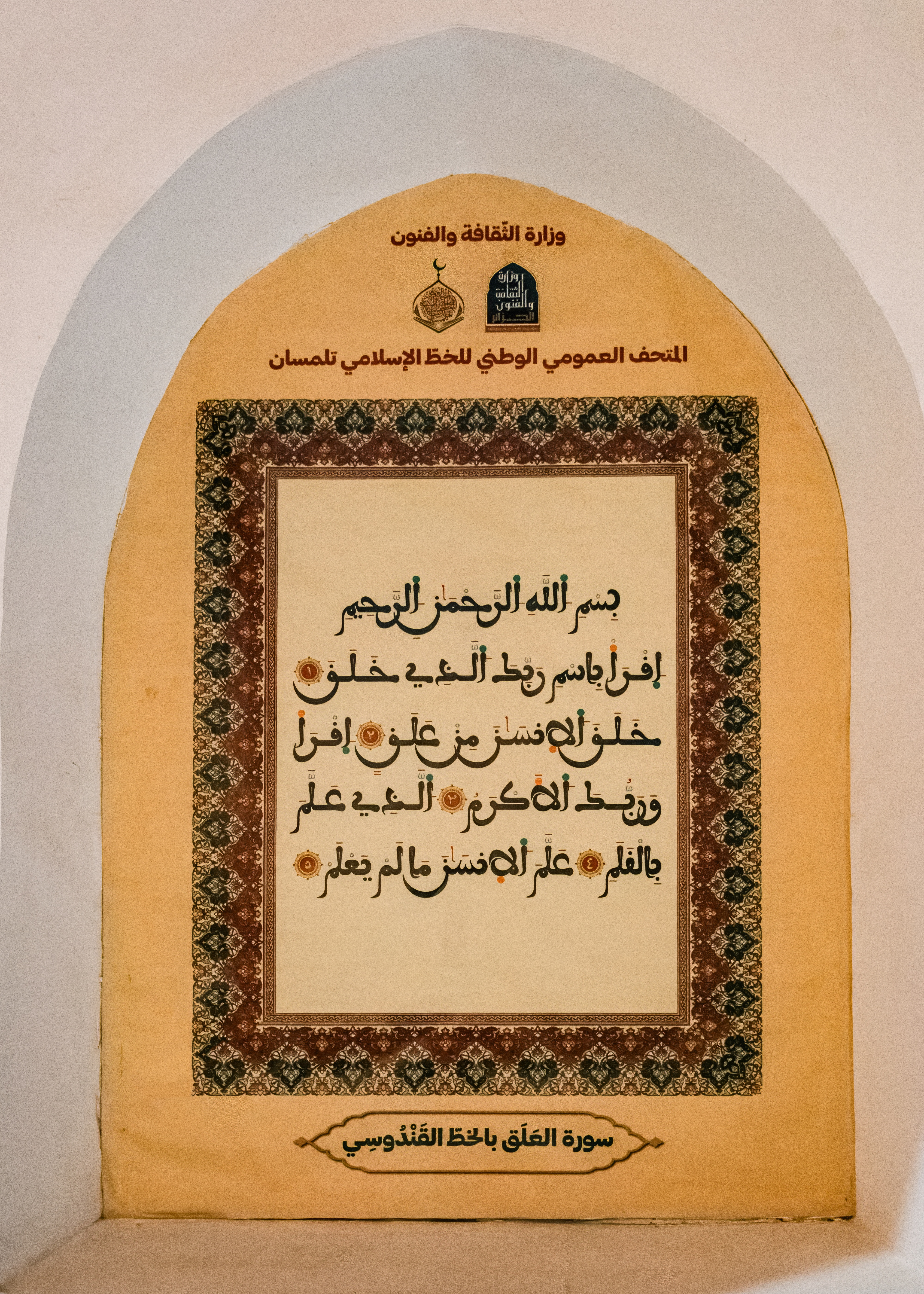
سورة العلق بالخط القندوسي، متحف الخط الإسلامي بتلمسان
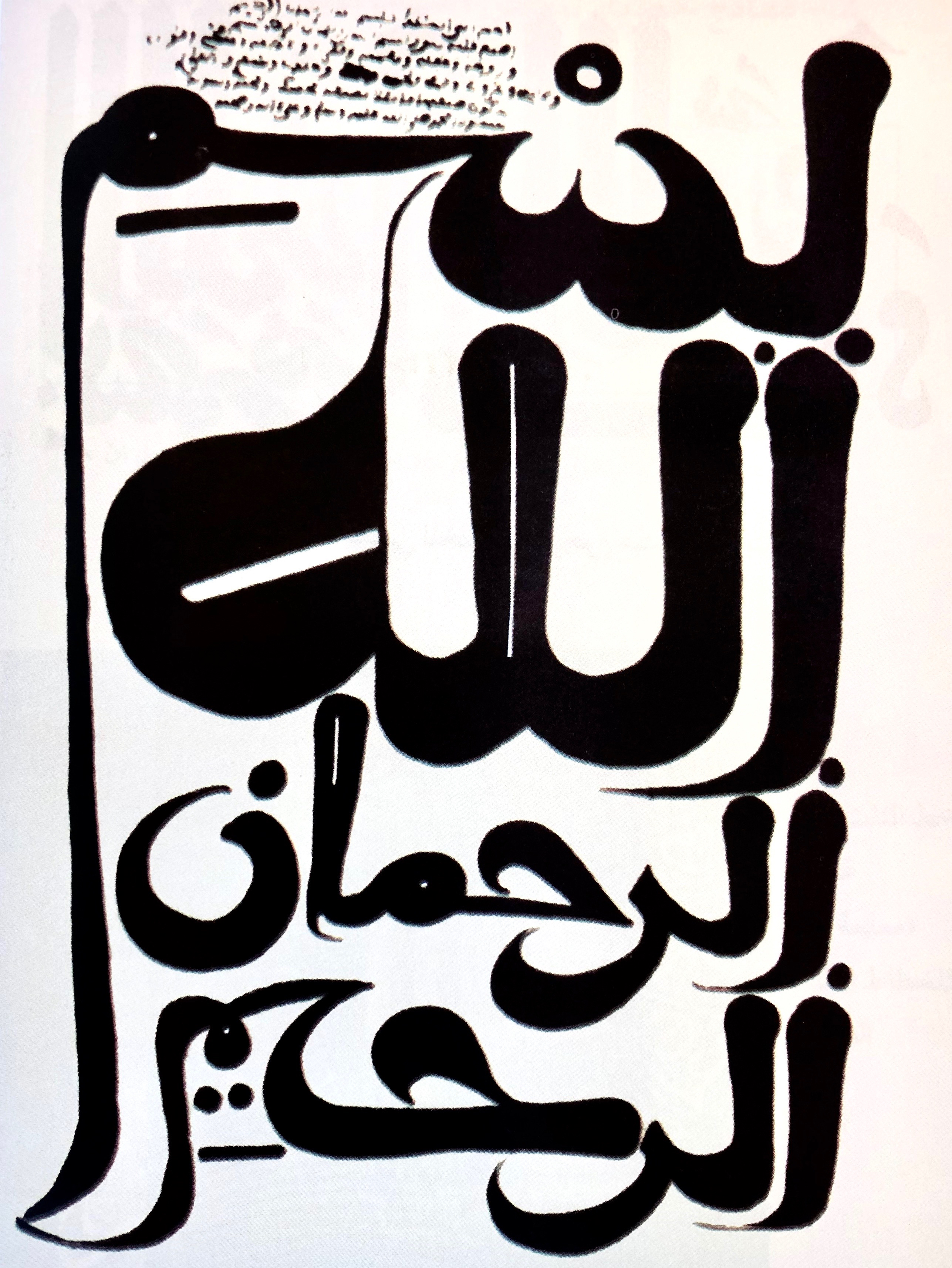
البسملة الإسلامية "بسم الله الرحمان الرحيم"
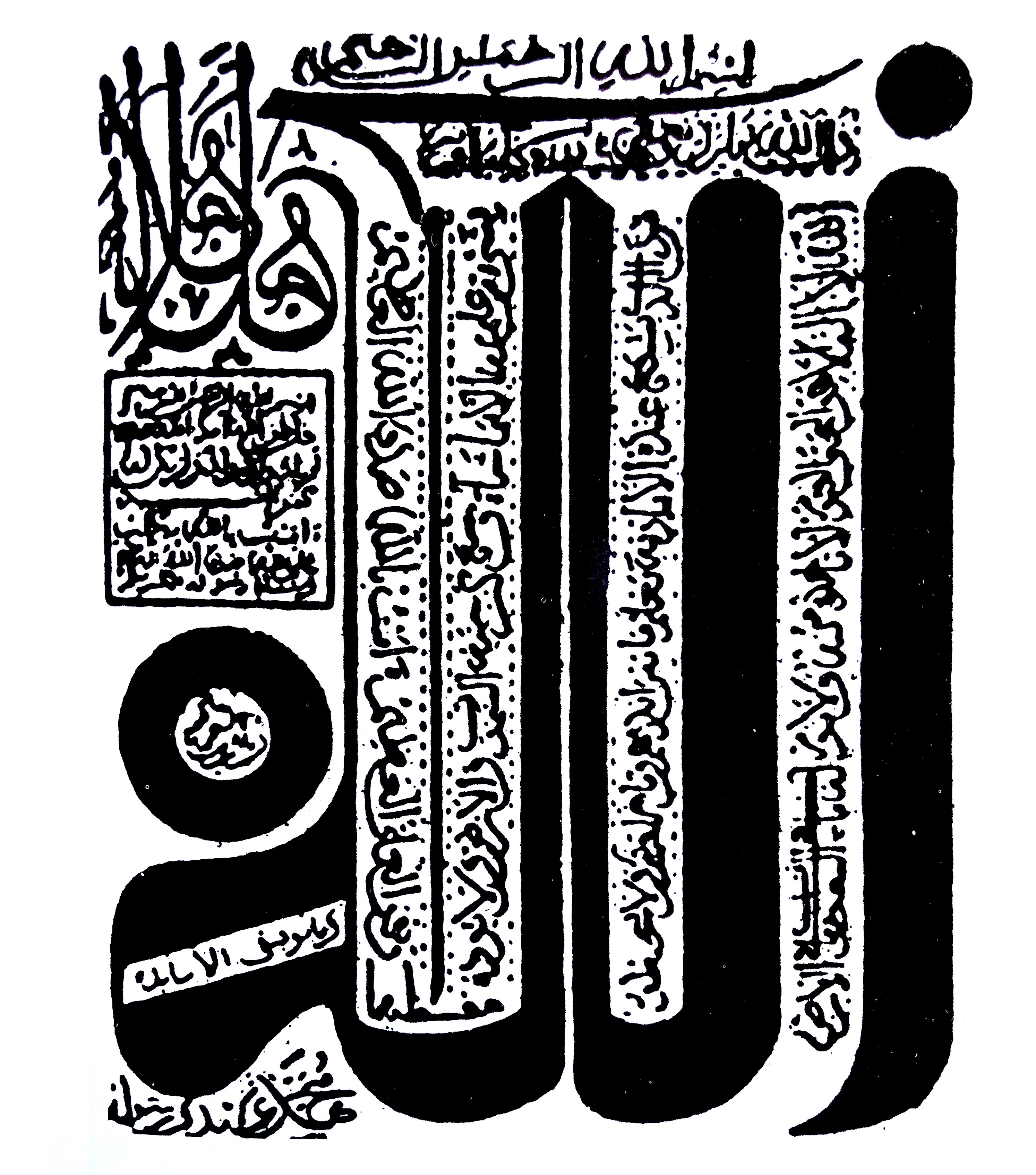
لوحة لفظ الجلالة الإسلامي "الله"
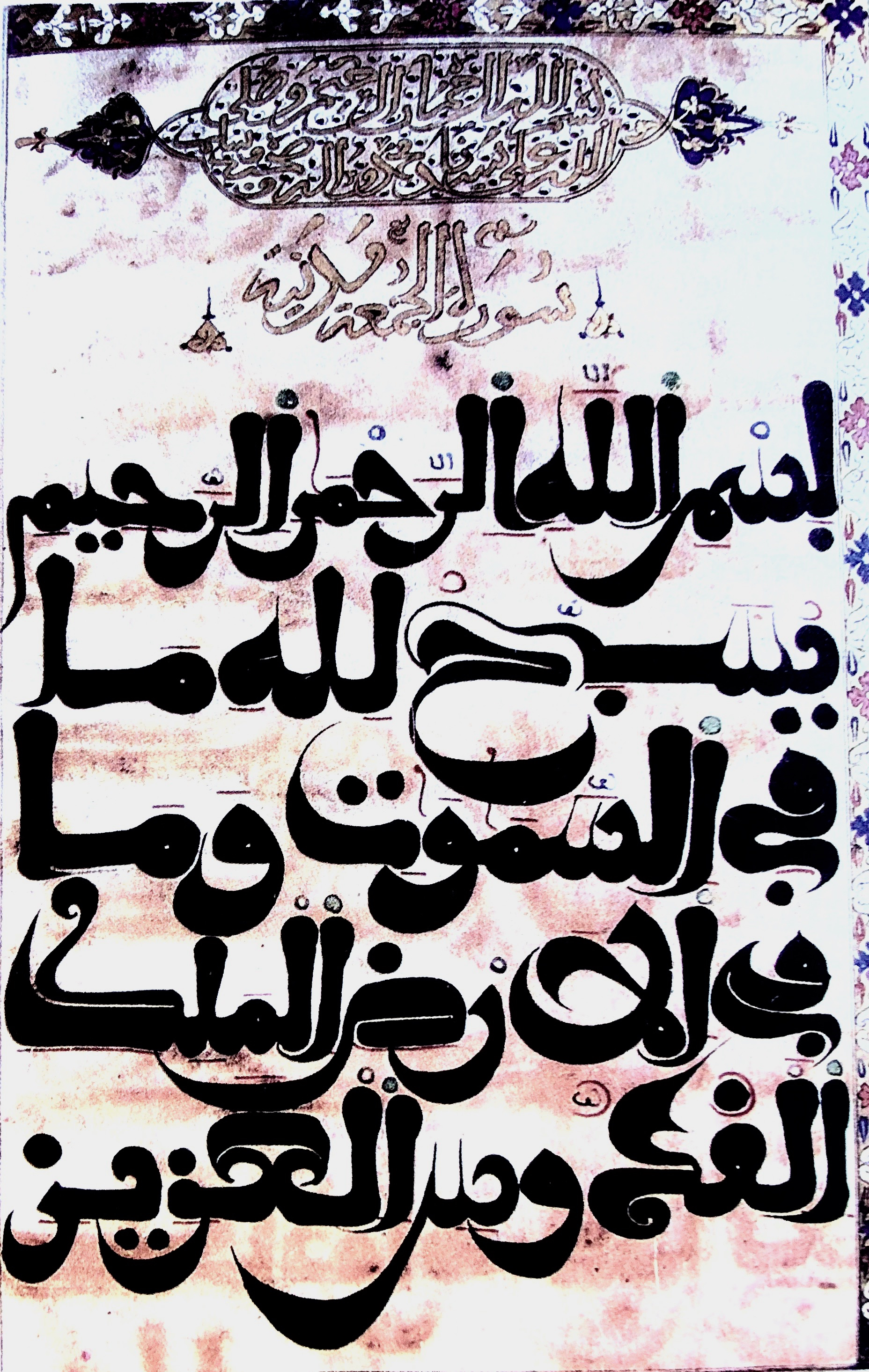
المصحف بالخط القندوسي